# Anomala olivacea
Anomala olivacea är en skalbaggsart som beskrevs av Leonard Gyllenhaal 1817. Anomala olivacea ingår i släktet Anomala och familjen Rutelidae. Inga underarter finns listade i Catalogue of Life.